# Rissoina antoni
Rissoina antoni is een slakkensoort uit de familie van de Rissoidae. De wetenschappelijke naam van de soort is voor het eerst geldig gepubliceerd in 1860 door Schwartz.